# EXH SPECIAL EXILE ATSUSHI PREMIUM LIVE SOLO
『EXH SPECIAL EXILE ATSUSHI PREMIUM LIVE SOLO』（イーエックスエイチ・スペシャル・エグザイル・アツシ・プレミアム・ライブ・ソロ）は、EXILE ATSUSHIの初のライブ・ビデオである。発売元はrhythm zone。製作はTBS。

## 概要
2009年9月に品川ステラボールにて開催されたソロライブの映像を収録。ポストカードセットが初回特典として付いていた。このDVDの収録曲の一部は、2009年10月10日に『EXH SPECIAL EXILE ATSUSHI PREMIUM LIVE SOLO』として放送された。そのため、未放映分も収録されている。放映された中で、このDVDに収録されなかった曲も存在する。
本作は2010年4月5日付のオリコン総合DVDランキングで初登場1位を記録し、2008年11月10日の同ランキングで堂本光一（『Endless SHOCK 2008』）が首位を獲得して以来、約1年5年ぶりの男性ソロアーティストによる首位獲得となった。

## 収録曲
1. Yes, I do.
米倉利紀の14作目のシングル曲。
2. Change My Mind
EXILEの22枚目のシングルのカップリング曲。
原曲のハーモニカのパートはトランペットで演奏している。
3. WHAT'S GOING ON
マーヴィン・ゲイの楽曲。
4. レイニーブルー
徳永英明のデビュー曲。
5. はじまりはいつも雨
ASKAの3作目のシングル曲。
6. MY CHERIE AMOUR
スティーヴィー・ワンダーの楽曲。
7. Cymbals
久保田利伸の19作目のシングル曲。
8. Indigo Waltz
久保田利伸の楽曲。
9. ON BENDED KNEE
Boyz II Menの楽曲。
10. END OF THE ROAD
Boyz II Menの楽曲。
11. 夢であえたら
ラッツ&スターの18枚目のシングル曲。
12. OH MY LITTLE GIRL
尾崎豊の13枚目のシングル曲。
13. 涙のキッス
サザンオールスターズの31枚目のシングル曲。
14. forever love
EXILEのアルバム『愛すべき未来へ』に収録のEXILE ATSUSHIのソロ曲。
演奏当時は未発表曲だった。
15. CHANGE THE WORLD
エリック・クラプトンの楽曲。
原曲はワイノナ・ジャッドの楽曲。